# Stan Levey
Pour les articles homonymes, voir Levey.
Stan Levey est un batteur de jazz américain, né le 5 avril 1926 à Philadelphie et décédé le 19 avril 2005 à Los Angeles. C'est un représentant du bebop et du jazz West Coast.

## Biographie
Né en 1926, musicien essentiellement autodidacte, Stan Levey entre très jeune dans le monde du jazz par la grande porte en accompagnant, en 1942, Dizzy Gillespie lors d’un passage du trompettiste à Philadelphie. 
En 1944, il s’installe à New York où il joue dans le quintet de  Charlie Parker, dans les formations de Coleman Hawkins (dont le pianiste est à l’époque Thelonious Monk) et  Ben Webster, et remplace occasionnellement Dave Tough dans le big band de Woody Herman. À l'instar de son ami Max Roach et de Kenny Clarke - le « maître » du genre - , il est un des batteurs les plus représentatif du style bebop.
En 1946, après une tournée avec Parker et Gillespie, Stan levey devient  musicien « free lance » en Californie avant de revenir se fixer à New York. Il dirige un temps son propre quartet (avec  Richie Kamuca, Red Garland et Nelson Boyd. Il participe aussi à plusieurs tournées avec  l’équipe du JATP de Norman Granz. 
De 1952 à 1954, il est le batteur du big band de Stan Kenton dont il est l’un des musiciens vedettes. En 1954, il s’installe en Californie où il fréquente les musiciens qui se réunissent au club « Howard Rumsey’s Lighthouse » à Hermosa Beach. Il enregistre comme sideman des représentants du jazz West Coast : The Route (1956) d'Art Pepper et Chet Baker par exemple. Il enregistre aussi des albums avec ses propres formations : Stanley the Steamer (Affinity, 1954), Stan Levey Quintet (Mode Records, 1957).
À partir de 1958, il mène principalement une activité de musicien de studio. Il participe à plus de 2000 séances d’enregistrements de tous styles. On peut l’entendre accompagner des chanteuses et chanteurs comme Ella Fitzgerald, Sarah Vaughan, Peggy Lee, Nat King Cole, Frank Sinatra, Pat Boone, Barbra Streisand, Bobby Darin, Vic Damone, les Supremes,... Il apparait aussi sur de nombreux disques de jazz (Miles Davis, Milt Jackson,  John Lewis, Stan Getz,  George Shearing,...). Il est le batteur sur plus de 300 musiques de films. Il travaille aussi beaucoup pour la télévision. Il est, pendant des années, musicien dans l'orchestre du « Tonight show » animé par Johnny Carson pour la NBC. Des compositeurs comme Lalo Schifrin, Quincy Jones ou Shorty Rogers font souvent appel à ses services et on peut entendre Stan Levey sur les génériques de Mission impossible, Mannix, Batman, La Famille Addams,…).  
En 1973, il participe à sa dernière séance de studio (pour la musique « Rosemary's Baby ») avant d'abandonner le métier de batteur pour devenir photographe. Il continue cependant la musique et compose les bandes originales de quelques films documentaires pour la « Disney Corp ».
Atteint d'un cancer de la mâchoire, il décède en 2005.

## Discographie sélective
Avec Ben Webster
- Soulville (Verve, 1957)